# Njemačka kuhinja
Njemačka kuhinja predstavlja gastronomsko bogatstvo i raznolikost Njemačke. Uz francusku, to je nacionalna kuhinja koja je ostavila najveći utjecaj u europskoj gastronomiji, posebice na prostoru njemačkog jezičnog i kulturnog utjecaja u Srednjoj Europi i zapadnom dijelu Jugoistočne Europe te je jedna od najpoznatijih i najprepoznatljivijih svjetskih kuhinja.
Njezina bogata povijest uzrokom je velikih razlika unutar različitih dijelova zemlje. To se ponajprije odnosi na raznolikost brojnih podskupina, nekad germanskih plemena, njemačkog naroda (Bavarci, Švabe, Franci, Sasi), dok od druge polovice 20. stoljeća zbog useljeničke politike i primanja pripadnika brojnih slavenskih naroda (Hrvati, Poljaci, Ukrajinci...) i Turaka dolazi od miješanja tradicionalne i izvorne njemačke kuhinje s njihovim kuhinjama. S druge strane, takva gastronomsko-kulturna razmjena dovela je i do popularizacije i komercijaliazacije njemačke kuhinje u tim državama, posebno Turskoj.
Najpoznatiji primjeri i svojevrsni simboli tradicionalne njemačke kuhinje su kobasice i pivo, popularizirane zahvaljujući Oktoberfestu, ali i brojnim stereotipima o Nijemcima u razdoblju tijekom i nakon Drugog svjetskog rata. Njemačka se kuhinja općenito smatra začinjenom i mesnatom, uz sveprisutnost pive kao "tekućeg kruha".

## Vanjske poveznice
- germanfoods.org Sveobuhvatni portal o njemačkoj kuhinji (engl.)

|  | Zajednički poslužitelj ima još gradiva o temi Njemačka kuhinja |